# 木奶果
木奶果为叶下珠科木奶果属下的一个种。